# South West Bedfordshire (circonscription britannique)
Circonscription parlementaire de la Chambre des communes
La circonscription de South West Bedfordshire  est une circonscription électorale anglaise située dans le Bedfordshire, et représentée à la Chambre des communes du Parlement britannique depuis 2001 par Andrew Selous du Parti conservateur.

## Géographie
La circonscription comprend :
- les villes de Dunstable, Leighton Buzzard et Houghton Regis ;
- la partie ouest de l'agglomération de Luton.

## Députés
Les Members of Parliament (MPs) de la circonscription sont:
| Législature                                         | Années       | Député        | Député      | Parti        |
| --------------------------------------------------- | ------------ | ------------- | ----------- | ------------ |
| South West Bedfordshire issue de South Bedfordshire |              |               |             |              |
| 49e                                                 | 1983–1987    |               | David Madel | Conservateur |
| 50e                                                 | 1987–1992    |               | David Madel | Conservateur |
| 51e                                                 | 1992–1997    |               | David Madel | Conservateur |
| 52e                                                 | 1997–2001    |               | David Madel | Conservateur |
| 53e                                                 | 2001–2005    | Andrew Selous |             | Conservateur |
| 54e                                                 | 2005–2010    | Andrew Selous |             | Conservateur |
| 55e                                                 | 2010–2015    | Andrew Selous |             | Conservateur |
| 56e                                                 | 2015–2017    | Andrew Selous |             | Conservateur |
| 57e                                                 | 2017–2019    | Andrew Selous |             | Conservateur |
| 58e                                                 | 2019–Présent | Andrew Selous |             | Conservateur |

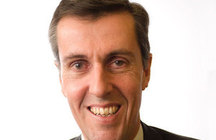
Andrew Selous (2001-Présent)